# Gerrit Voorting

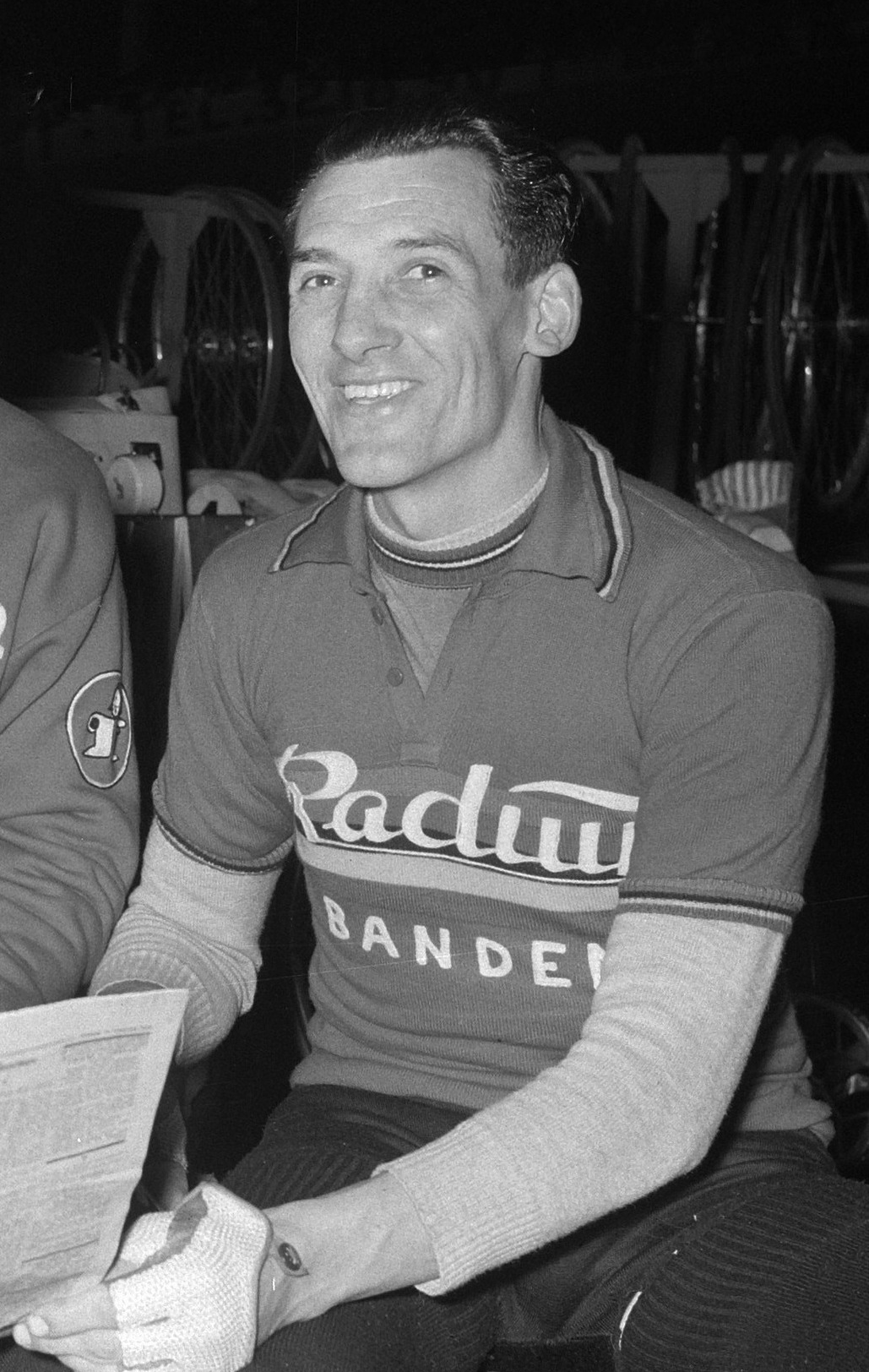
Gerrit Voorting (1958)

Gerardus „Gerrit“ Petrus Voorting (* 18. Januar 1923 in Velsen; † 30. Januar 2015 in Heemskerk) war ein niederländischer Radrennfahrer.
Gerrit Voorting hatte neun Geschwister, seine verwitwete Mutter betrieb einen Süßwarenkiosk in Haarlem. Während des Zweiten Weltkrieges war er als Zwangsarbeiter in Frankreich. Drei seiner Brüder wurden auch Rennfahrer, der erfolgreichste neben Gerrit war Adri, der 1961 tödlich mit dem Auto verunglückte und 1952 an den Olympischen Sommerspielen teilgenommen hatte, wo er im olympischen Straßenrennen startete.
1948 startete Gerrit Voorting bei den Olympischen Spielen in London und gewann die Silbermedaille im olympischen Straßenrennen. Er startete ebenfalls in der Mannschaftsverfolgung, bei der der niederländische Bahnvierer jedoch schon in der ersten Runde ausschied. 1949 wurde er Dritter der Niederländischen Straßenmeisterschaft. Er startete auch im Bahnradsport. 1953 wurde er Zweiter in der nationalen Meisterschaft der Profis in der Einerverfolgung hinter Wim van Est.
Zehnmal nahm Voorting an der Tour de France teil, 1956 trug er einen Tag lang das Gelbe Trikot und wurde Elfter der Gesamtwertung; 1958 gewann er eine Etappe und trug drei Tage lang Gelb. 1959 war er im Grote Prijs Beeckman-De Caluwé erfolgreich. Beim Giro d’Italia 1954 wurde er Siebter der Gesamtwertung.
Gerrit Voorting war Profi-Rennfahrer bis 1961.